# Kreßbach (Neudenau)
Kreßbach ist ein zum Neudenauer Teilort Siglingen zählender Weiler im Landkreis Heilbronn im nördlichen Baden-Württemberg.

## Lage
Kreßbach liegt etwa drei Kilometer südlich von Siglingen auf der Hochfläche zwischen Jagst und Kocher. Dem Südrand des Weilers entlang fließt der Kreßbach, der etwa vier Kilometer weiter westlich im Neudenauer Dorf Herbolzheim in die Jagst mündet und dem am östlichen Siedlungsrand vorbei hier ein kurzer Nebenbach zuläuft; die Talmulden beider sind recht flach. An der West-, Nord- und Ostseite von Kreßbach liegt weithin offene Flur, zumeist Äcker. Im Süden beginnt schon im Abstand von einem Viertelkilometer der Aspen, eine westliche Waldinsel des weit ausgedehnten Harthäuser Waldes. 
Kreisstraßen verbinden den Ort mit Siglingen im Norden und Stein am Kocher im Süden (beidesmal K 2136) sowie mit Ernstein im Osten (K 2027).

## Geschichte
Der Ort wurde 1319 als Crebesbach erstmals urkundlich erwähnt. Der Ortsname ist dem gleichnamigen – einst wohl krebsreichen – Gewässer entlehnt, das östlich des Ortes entspringt und bei Herbolzheim in die Jagst mündet. 
Der Ort teilt die Besitzgeschichte des Hauptortes Siglingen, stand also vom 14. bis zur Mitte des 15. Jahrhunderts unter der Ortsherrschaft der Herren von Weinsberg, kam 1445 an die Kurpfalz und 1504 an Württemberg. Zur Zeit der Weinsberger war Kreßbach Zollstation an der Straße von Heilbronn nach Mergentheim. Zehntrechte oder sonstige Einkünfte aus Kreßbach lagen beim Stift Mosbach, beim Kloster Seligental, bei den Herren von Adelsheim und beim Kloster Schöntal.
Der Ort besteht im Wesentlichen nur aus einigen landwirtschaftlichen Anwesen links und rechts der Dorfstraße (K 2136). Ein altes Schulhaus mit einem Brunnen bildet die Dorfmitte.